# Eugène Canseliet

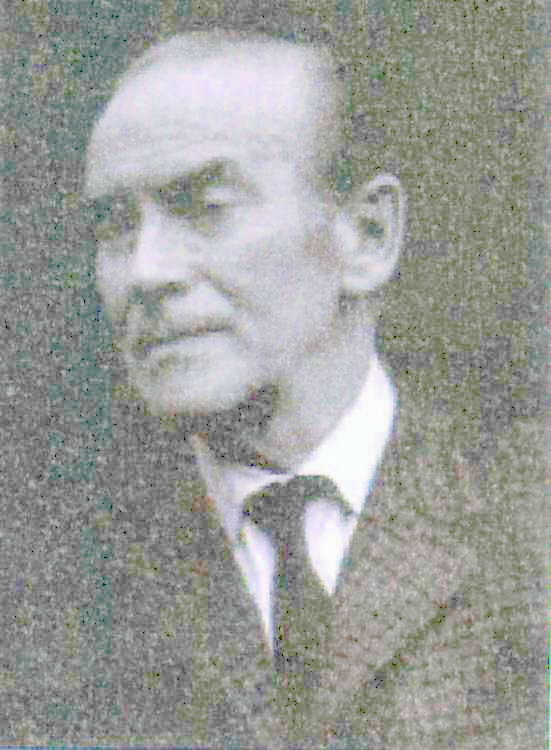
Eugène Canseliet

Eugène Léon Canseliet (* 18. Dezember 1899 in Sarcelles; † 12. April 1982 in Savignies) war ein französischer Alchemist und esoterischer Schriftsteller.

## Leben
Er war ein Schüler von Jean Julien Champagne und hatte einen großen Anteil an der Verbreitung des Mythos des legendenumwobenen französischen Alchemisten und Schriftstellers Fulcanelli, dessen wirkliche Identität bis heute nicht zuverlässig geklärt ist.
Im 20. Jahrhundert war er einer der wenigen Alchemisten. Canseliet gilt neben Jean Julien Champagne (1877–1932), Jules Violle (1841–1923), Camille Flammarion (1842–1925) und Hilaire de Chardonnet (1839–1924), als einer der Kandidaten für die wahre Identität Fulcanellis.

### Werke
- Le Mystère des Cathédrales, („Das Geheimnis der Kathedralen“), Paris 1926
- Les Demeures Philosophales („Alchimie und Spagyrie“), Paris 1930
- Deux logis alchimiques, en marge de la science et de l'histoire. Paris, Jean Schemit, 1945, in-8, 157 p. Nouvelle édition augmentée à Paris, chez Jean-Jacques Pauvert, 1979, 344 p.
- Alchimie, études diverses de symbolisme hermétique et de pratique philosophale, Paris, Jean-Jacques Pauvert, 1964, in-8, 285 p. Nouvelle édition revue et augmentée, Paris, Jean-Jacques Pauvert, 1978, 401 p.
- L'Alchimie et son ″Livre muet" (″Mutus Liber″). Introduction et commentaires par Eugène Canseliet, Paris, Jean-Jacques Pauvert, 1967, in-4, 140 p.
- L'Alchimie expliquée sur ses textes classiques, Paris, Jean-Jacques Pauvert, 1972, 312 p.

### Sekundärliteratur
- Alexander von Bernus: Das Geheimnis der Adepten, Sersheim 1956
- Kenneth Rayner  Johnson: The Fulcanelli phenomenon: the story of a 20th century alchemist, Jersey 1980

## Bibliografie
- La Tourbe des Philosophes, „Hommage aux 80 ans de Eugène CANSELIET“, n°10, Grenoble, Editions de la Tourbe.